# Christoph Reuland

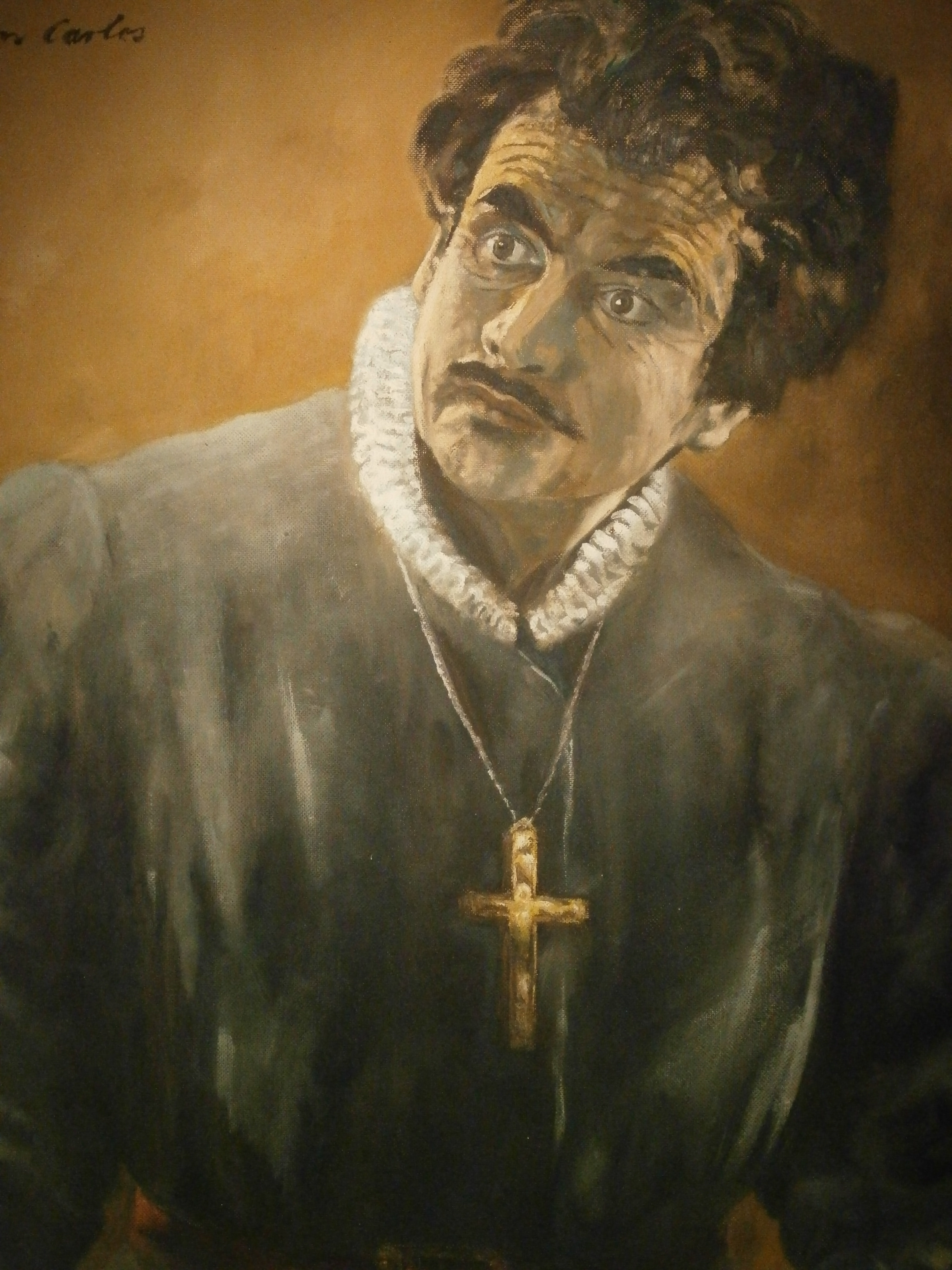
Christoph Reuland, 1945 als Don Carlos

Christoph Reuland (* 13. Juni 1903 in Düsseldorf; † 13. Januar 1983 in Bad Herrenalb) war ein deutscher Opernsänger (Tenor).

## Leben
Vom elterlichen Wunsch, Ingenieur zu werden, nahm Reuland früh Abstand. Er studierte stattdessen Geige bei Konzertmeister H. Wolf.
Ein Gesangsstudium in Italienischer Belcanto-Schule erfolgte bei Frau Gallenkamp in Düsseldorf, Max Pauli in Köln, Julius von Raatz-Brockmann in Berlin und Arne van Erpekum Sem in Oslo. Ein Rezitationsstudium erfolgte bei Hans-Heinz Steinhoff, Schauspielhaus Düsseldorf. Das Studium finanzierte er, indem er als Geiger eine Unterhaltungskapelle leitete.
1926 begann Reuland in Oberhausen seine 31-jährige Sängerlaufbahn mit dem Postillon von Lonjumeau. Halberstadt, Sondershausen, Mönchengladbach und Stettin waren weitere Stationen, ehe er 1934 unter Generalmusikdirektor Herbert von Karajan nach Aachen wechselte. David, Mime und Tamino waren drei Partien Reulands unter Karajan. Auch als Opernregisseur trat Christoph Reuland in Aachen mit Waffenschmied, Postillon, Martha in Erscheinung. Fünf Jahre Aachen folgten Nürnberg und das Theater des Volkes in Berlin.
Nach dem Zweiten Weltkrieg wirkte Christoph Reuland sechs Jahre in Düsseldorf unter Gustaf Gründgens, in dessen Inszenierung der Offenbachschen Banditen er den Räuberhauptmann Falsacappa übernahm. 1951 begann Reuland sein mit einem Gastvertrag für das Opernhaus Zürich verbundenes Engagement an der Badischen Staatsoper. Unter den Generalmusikdirektoren Matzerath und Krannhals erwarb er sich hier einen großen Freundeskreis, der die Übereinstimmung von stimmlicher und darstellerischer Gestaltung bewunderte.
Neben Standardpartien sang der Künstler hier u. a. die Titelpartie und den Godvino in Verdis Aroldo, den Grigorij-Dimitrij und den Fürsten Schuiskij in Boris Godunow, aber auch – mit Erika Köth als Tatjana – den Johann Strauß in der Operette Walzerzauber. Reuland hatte fast den ganzen Puccini gesungen und beherrschte auch alle Partien von Verdi, außer dem Othello. Wie es damals üblich war, sang er die Opern in deutscher Sprache. Eine der auswärtigen Partien des Sängers war der Hoffmann in Offenbachs Oper.
Auslandsgastspiele führten ihn außerdem in die Niederlande, Belgien, Norwegen, Polen und die Schweiz. 
Als er 1957 in Karlsruhe mit dem Don José seine Laufbahn beendete, hatte er 3800 Bühnenauftritte, etwa 65 Opern- und Operetten-Partien, sowie wesentliche Oratorien-Aufgaben. Seine Dirigenten neben Karajan waren Franz Konwitschny, Clemens Krauß, Leo Blech, Eugen Jochum, Otto Ackermann, Heinrich Hollreiser, Richard Strauss, Paul Graener und Otto Matzerath. Er spielte unter den Regisseuren Gustaf Gründgens, Wolf Völker und Rudolf Hartmann als Lyrischer Tenor, Spieltenor und Italienischer Heldentenor. Bühnenpartner waren Martha Mödl, Helmut Fehn, Margarete Teschemacher, Hannelore Wolf-Ramponi, Eugen Ramponi, Erika Köth, Marcel Cordes und Hans Hofmann.
Regietätigkeit übernahm er am Stadttheater Aachen und war dort auch Vortragender Mitarbeiter des Volksbildungswerks. Pädagogische Tätigkeit erfolgte ab 1930. Schüler waren Elmy von Karajan (Aachen, Berlin), Regina Waltmann (Düsseldorf, Gast München), Hetty Plümacher (Oslo, Stuttgart), Charlotte Raab (Darmstadt), Gertrude Höch (Düsseldorf), Gustl Römer-Hahn (Aachen, Hamburg, Gelsenkirchen) und Hans Madin (Aachen, Darmstadt).
Bis 1964 hatte Christoph Reuland in Karlsruhe gelebt, zog dann mit seiner Gattin Hilla nach Völkersbach und schließlich 1980 nach Bad Herrenalb-Rotensol.

## Engagements
| 1926/27 | 1. Lyr. Tenor, Stadttheater Oberhausen                                             |
| 1927/28 | 1. Lyr. und Spieltenor, Stadttheater Halberstadt                                   |
| 1928/29 | 1. Lyr. und Spieltenor, Landestheater Sondershausen                                |
| 1929/30 | 1. Spieltenor, Stadttheater München-Gladbach                                       |
| 1930–33 | 1. Spieltenor, Stettin                                                             |
| 1933/34 | 1. Spieltenor, Landestheater Beuthen OS                                            |
| 1934–39 | 1. Lyr. und Spieltenor, Stadttheater Aachen, (Herbert von Karajan)                 |
| 1939–41 | 1. Lyr. und Spieltenor, Stadttheater Gießen                                        |
| 1941/42 | 1. Spieltenor, Stadttheater Nürnberg                                               |
| 1942–45 | 1. Lyr. Tenor, Deutsche Oper Oslo und Theater des Volkes, Berlin                   |
| 1945–51 | 1. Ital. Heldentenor, Opernhaus Düsseldorf (Gustaf Gründgens)                      |
| 1951–56 | 1. Ital. Heldentenor, Bad. Staatstheater Karlsruhe und 2 Jahre Stadttheater Zürich |

### Gastspiele
- Staatstheater: Hamburg, München, Stuttgart, Danzig, Oldenburg, Wiesbaden (Internationale Festspiele)
- Opernhäuser: Köln, Wuppertal, Essen, Dortmund, Duisburg, Frankfurt, Darmstadt, Hannover, Mainz, Lübeck
- Ausland: Holland, Belgien, Norwegen, Polen, Schweiz

### Repertoire
Heldentenorpartien
| Auber        | Fra Diavolo                    | Titelrolle            |
| Beethoven    | Fidelio                        | Florestan             |
| Bittner      | Höllisch Gold                  | Teufel                |
| Bizet        | Carmen                         | Don José              |
| Gluck        | Iphigenie in Aulis             | Achilles              |
| Hindemith    | Mathis der Maler               | Kardinal              |
| Janáček      | Jenůfa                         | Laca                  |
| Mascagni     | Cavalleria Rusticana           | Turiddu               |
| Mehul        | Joseph u. seine Brüder         | Joseph                |
| Mussorgski   | Boris Godunow                  | Dimitrij, Schuiskij   |
| Offenbach    | Hoffmanns Erzählungen          | Hoffmann              |
| Puccini      | La Bohème                      | Rudolf                |
| Puccini      | Madame Butterfly               | Linkerton (Pinkerton) |
| Puccini      | Manon Lescaut                  | De Grieux             |
| Puccini      | Tosca                          | Cavaradossi           |
| Smetana      | Der Kuss                       | Lukas                 |
| Strauss, R.  | Arabella                       | Matteo                |
| Strauss, R.  | Ariadne auf Naxos              | Bacchus               |
| Verdi        | Aida                           | Radames               |
| Verdi        | Aroldo                         | Aroldo, Godvino       |
| Verdi        | Don Carlos                     | Titelrolle            |
| Verdi        | Ein Maskenball                 | Richard               |
| Verdi        | Ernani                         | Titelrolle            |
| Verdi        | Macht des Schicksals           | Don Alvaro            |
| Verdi        | Rigoletto                      | Herzog (stud.)        |
| Verdi        | Simone Boccanegra              | Gabriele Adorno       |
| Verdi        | Troubadour                     | Manrico               |
| Wagner       | Meistersinger                  | David                 |
| Wagner       | Rheingold                      | Mime                  |
| Wagner       | Tannhäuser                     | Titelrolle (stud.)    |
| Weber        | Freischütz                     | Max                   |
| Weinberger   | Schwanda, der Dudelsackpfeifer | Babinski              |
| Wolf-Ferrari | Sly                            | Titelrolle            |
| Zillich      | Troilus u. Cressida            | Achilles              |

Lyrische Partien
| Adam        | Postillon v. Lonjumeau | Titelrolle              |
| Auber       | Fra Diavolo            | Lorenzo                 |
| Lortzing    | Wildschütz             | Baron Kronthal          |
| Lortzing    | Die beiden Schützen    | Gustav Busch            |
| Mozart      | Bastien u. Bastienne   | Bastien                 |
| Mozart      | Così fan tutte         | Ferrando                |
| Mozart      | Zauberflöte            | Tamino                  |
| Nicolai     | Lustige Weiber         | Fenton                  |
| Rossini     | Barbier von Sevilla    | Almaviva                |
| Smetana     | Die verkaufte Braut    | Hans                    |
| Strauss, R. | Ariadne auf Naxos      | Brighella               |
| Strauss, R. | Rosenkavalier          | Sänger                  |
| Thomas      | Mignon                 | Wilhelm Meister         |
| Wagner      | Tannhäuser             | Walter v. d. Vogelweide |

Operetten
| Dostal     | Clivia               | Juan Damigo                |
| Dostal     | Extrablätter         | Attaché                    |
| Dostal     | Ungarische Hochzeit  | Graf Bardossi              |
| Lehár      | Graf von Luxemburg   | Titelrolle                 |
| Lehár      | Land des Lächelns    | Son Chon                   |
| Lehár      | Paganini             | Titelrolle                 |
| Millöcker  | Bettelstudent        | Jan Janicki                |
| Millöcker  | Gasparone            | Conte Erminio              |
| Offenbach  | Banditen             | Falsacappa                 |
| Strauß, J. | Ballnacht in Florenz | Nicco                      |
| Strauß, J. | Fledermaus           | Eisenstein                 |
| Strauß, J. | Nacht in Venedig     | Caramello                  |
| Strauß, J. | Zigeunerbaron        | Barinkay                   |
| Strecker   | Ännchen von Tharau   | Simon Dach, Joh. Portatius |
| Suppé      | Boccaccio            | Titelrolle                 |
| Zeller     | Vogelhändler         | Titelrolle                 |

Oratorien
| Beethoven   | Neunte Symphonie                      |
| Britten     | Serenade für Tenor, Horn u. Orchester |
| Mendelssohn | Elias                                 |

Lieder
Beethoven, Dvořák, Mozart, Schubert, Strauss